# Raión de Briansk
El raión de Briansk (ruso: Бря́нский райо́н) es un distrito administrativo y municipal (raión) ruso perteneciente a la óblast de Briansk. Se ubica en el noreste de la óblast. Su capital es Glínishchevo.
En 2021, el raión tenía una población de 71 266 habitantes.
El raión comprende las áreas rurales que rodean a las ciudades de Briansk (la capital regional, de la que toma el nombre) y Seltsó, que forman enclaves dentro del raión y que administrativamente no pertenecen al mismo, al estar directamente subordinadas a la óblast bajo la forma jurídica de ókrug urbano. Aunque el raión es completamente rural, parte de su territorio lo forman áreas periféricas de estas dos ciudades. El raión es limítrofe al noreste con la óblast de Kaluga.

## Subdivisiones
Comprende 98 localidades rurales agrupadas en los siguientes quince asentamientos rurales:
- Glínishchevo (la capital distrital)
- Dobrún
- Domashovo
- Zhurínichi
- Michúrinski
- Nétinka
- Novye Dárkovichi
- Novosiolki
- Otrádnoye
- Paltsó
- Sven
- Snezhka (con sede en Putiovka)
- Steklánnaya Ráditsa
- Supónevo
- Chernétovo (con sede en Bétovo)